# اکبر دوم
اکبر دوم یا اکبر شاه دوم، پادشاه گورکانیان هند بود. او پسر شاه عالم دوم و پدر بهادرشاه دوم بود.